# Киба
Киба (рус. Киба) река је на северозападу европског дела Руске Федерације. Протиче преко територија Батечког и Шимског рејона на западу Новгородске области. Лева је притока реке Мшаге, те део басена реке Неве и Балтичког мора.
Свој ток започиње у мочварном подручју у оклини села Уномер на југу Батечког рејона. Укупна дужина водотока је 25 km, док је површина сливног подручја 234 km². Улива се у реку Мшагу на 26. километру узводно од њеног ушћа у Шелоњ, код села Закибје.
Река Киба се помиње у старим ханзеатским списима из XV века као део трговачког Лушког пута којим су обале Финског залива повезане са унутрашњошћу.